# François de Souillac
Pour les articles homonymes, voir Souillac (homonymie).
François de Souillac, dit le « Vicomte de Souillac », né au château de Bardou, en Périgord le 2 juillet 1732 et mort le 11 mars 1803 dans ce même château, est un officier de marine français. Gouverneur de l'île Bourbon puis gouverneur général des Mascareignes et enfin de Pondichéry, il termine sa carrière avec le grade de chef d'escadre des armées navales.

## Biographie

### Origines et famille
Le vicomte de Souillac appartient à une grande lignée de famille provinciale. La Maison de Souillac tire son origine de la ville du même nom. Elle s’apparente à une prestigieuse dynastie et prend ses alliances dans la haute noblesse du royaume de France et son origine est connue depuis Aymar de Souillac au IXe siècle. Sur un blason à trois épées sa devise se lit ainsi Pro Deo. Pro Rege. Pro Me (Une pour Dieu. Une pour le Roi. Une pour moi).
François de Souillac est le troisième fils de Jean-Jacques Joseph de Souillac, comte puis marquis de Souillac, né le 20 août 1685 à Périgueux et mort le 6 octobre 1757 à Bardou et de sa femme Marie de Bonmartin de Beauséjour (v. 1693-1775). Il est le huitième des neuf enfants qui naîtront de cette union.
Son père, seigneur de Bardou, de Rouffignac, de Beauregard, de Montou et de Montblanc, présente ses preuves de noblesse pour être reçu Page du Roi Louis XIV et est agréé le 12 août 1699. Il sert ensuite dans les Mousquetaires. Son frère aîné, Jean Georges de Souillac, dit le « Marquis de Souillac » (1718-1792), sera député de la noblesse aux États généraux qui se tiennent à Périgueux en 1789.

### Carrière dans la Marine
En 1747, à l'âge de 15 ans, il entre dans l'armée de terre et intègre le régiment de Talleyrand Cavalerie. Le 27 septembre 1749 il est promu Enseigne de Vaisseau. Il gravit un à un les échelons de la hiérarchie : promu au grade d'enseigne de vaisseau le 11 octobre 1755, il reçoit un brevet de lieutenant de vaisseau le 1er mars 1763, à la fin de la guerre de Sept Ans. Le 13 septembre 1765, il est nommé chef de brigade des gardes marines.
Dans les années qui suivent, François de Souillac commande plusieurs navires. En 1770, il est fait chevalier de Saint-Louis. En 1774, il est membre du Conseil de la Marine, chargé d'évaluer une nouvelle méthode de signalisation proposée par le chevalier du Pavillon. Jean-François du Cheyron du Pavillon a préparé avec Verdun de la Crenne un mémoire sur la tactique et code de signaux, selon une méthode entrevue par Bigot de Morogues. L'ouvrage est publié chez Malassis à Brest. Il aura trois éditions successives : 1776, 1778, 1779.
Il est nommé gouverneur de l'île Bourbon le 23 décembre 1775. Il crée par ordonnance le 15 octobre 1776 le quartier du Repos de Laleu puis tente de moraliser la chasse des esclaves marrons dans une nouvelle ordonnance le 8 mars 1777 : sont condamnés à des peines ceux qui se livrent à des atrocités dans la lutte contre le marronnage,.
Le 1er mai 1779, il devient gouverneur général des Mascareignes par intérim et est maintenu dans cette fonction le 30 janvier 1780. Il nomme comme gouverneur de Bourbon, Joseph Murinay, comte de Saint-Maurice. Il s'intéresse alors en particulier au sort de l'île de France et réquisitionne à ce titre à Bourbon les 200 meilleurs Noirs des ateliers royaux pour les déplacer vers l'île voisine. Le 15 août 1784, François de Souillac est nommé gouverneur général des Établissements français au-delà du Cap de Bonne-Espérance. Le 4 avril 1785, il quitte les Mascareignes, s'embarquant sur le Subtil pour Pondichéry ; durant son absence, Camille-Charles Le Clerc de Fresne le remplace au poste de commandant de l'Isle de France. En 1784, il est nommé chef d'escadre des armées navales du Roi.
Il quitte la région et rentre en France en 1787. Il s'embarque le 28 novembre sur une frégate et arrive à Brest en mars 1788. Il est fait Commandeur de Saint-Louis par brevet du 25 août 1788 et reçoit une pension de 3 000 livres sur le budget de l'ordre. Il est fait chef d'escadre de l'Océan à Brest en 1790.
Quand éclate la Révolution, il s'exile en Angleterre pendant neuf ans. Il rentre en France en 1801 et meurt au château de Bardou le 11 mars 1803. Avec lui s'éteint la maison de Souillac.
L’article nécrologique dans le Journal des Débats du 19 avril 1803 souligne que : « … Par la sagesse de ses mesures et l’activité de ses soins, il contribua au succès de l’expédition de M. de Suffren, tandis que par son administration paternelle, il acquit des droits puissants à l’estime et à la vénération de la colonie ». L’obituaire précise « qu’il ne fut point marié et laisse des nièces qui le regardaient comme un père. »

## Postérité
Son nom a été donné à un village de Maurice, Souillac,, ainsi qu'à une rue de Pondichéry, rue Vicomte de Souillac.

### Sources et bibliographie
- (en) Francois Vicomte de Souillac, Isle de France, Imprimerie Royal, 1784 (OCLC 1245248143)
- Mémoire de M. de Souillac  (1ère partie : Mémoire en défense destiné à être produit au Conseil de guerre par M. de Souillac ; 2e partie : Preuves de la fausseté des accusations du sieur Beurnonville), Paris, impr. de C.-A.-B.-J. Guerbart, 1791, 31 p. (OCLC 458963192, BNF 36034859)